# Heather Locklear
Heather Locklear (Westwood (Los Angeles), 25 september 1961) is een Amerikaans actrice.

## Levensloop
Locklears vader was werkzaam op UCLA, waar zij zelf ook studeerde totdat zij haar studie opgaf om een carrière als actrice te gaan uitbouwen. Nog tijdens haar studie werkte ze als model en speelde ze mee in reclamefilms. Ze werd vooral bekend door haar rollen in de televisieseries Dynasty, Spin City en Melrose Place. In Dynasty speelde ze de rol van Sammy Jo, in Spin City speelde ze Caitlin Moore, de campagnemanager van de burgemeester van New York, en in de serie Melrose Place vertolkte ze de rol van Amanda Woodward, waarvoor ze werd beloond met de prijs voor beste actrice in een televisieserie.

## Carrière
Locklear speelde vanaf 1982 Sammy Jo Carrington in de serie Dynasty. Aanvankelijk was het een gastrol en een aantal seizoenen later voegde Locklear zich bij de vaste cast. Het door haar vertolkte personage raakte in de loop van haar tijd bij Dynasty de bitchy karaktertrekjes kwijt. Locklear bleef tot de laatste aflevering van Dynasty in mei 1989 deel uitmaken van de cast. Ook deed zij een paar jaar later mee aan de miniserie Dynasty: The Reunion. Haar personage was een mix van de oude Sammy Jo en de nieuwe.

## Persoonlijk leven

### Relaties
Locklear had begin jaren tachtig kortstondige relaties met de acteurs Tom Cruise en Scott Baio. Ze trad daarna in het huwelijk met de drummer van Mötley Crüe, Tommy Lee, met wie ze van 1986 tot en met 1993 getrouwd was. Op 17 december 1994 trouwde ze opnieuw, met Richie Sambora, gitarist van Bon Jovi. Op 4 oktober 1997 werd haar eerste kind (een dochter) geboren. Op 3 februari 2006 werd bekendgemaakt dat Locklear en Sambora gingen scheiden.
Na haar scheiding maakte de actrice in februari 2007 bekend dat ze verliefd was geworden op haar beste vriend en ex-collega, acteur Jack Wagner. Wagner en Locklear leerden elkaar in 1992 kennen op de set van de populaire serie Melrose Place uit de jaren negentig, waarin Wagner de rol van de slechterik Dr. Peter Burns vertolkte. Hun personages ontpopten zich tot het superkoppel van de serie, waarbij hun huwelijk de beruchte eindscène werd van Melrose Place in 1999.
Hoewel er volgens het koppel sprake was van een hechte vriendschap, was het pas in 2007 dat Locklear en Wagner een relatie begonnen. Op 14 augustus 2011 kondigden Locklear en Wagner officieel hun verloving aan, een verloving die echter aan het einde van dat jaar alweer afgeblazen werd.
In 2020 gaat ze verloven met jeugdvriend Chris Heisser. Ze lijkt hersteld van haar alcoholverslaving.

### Psychische problemen
In augustus 2019 werd bekend dat Locklear, die dan al jaren worstelt met psychische problemen en verslavingen, de gevangenis in moest. Ze was aangeklaagd voor wangedrag en werd veroordeeld tot een verplichte opname van 30 dagen in een kliniek voor psychische problemen en een gevangenisstraf van 120 dagen.

## Films
- Firestarter (1984)
- The Return of Swamp Thing (1989)
- The Big Slice (1991)
- Wayne's World 2 (1993)
- The First Wives Club (1996)
- Money Talks (1997)
- Double Tap (1997)
- Uptown Girls (2003)
- Looney Tunes: Back in Action (2003)
- The Perfect Man (2005)
- Angels Fall (2007)
- Flirting with Forty (2008)
- Hannah Montana: The Movie (2009)
- He Loves Me (2011)
- The Assistants (2011)
- Scary Movie 5 (2013)

## Televisieseries
- Tales of the Unexepected (1979)
- The Return of the Beverly Hillbillies (1981)
- Twirl (1981)
- Dynasty (1981-1989)
- T.J. Hooker (1982-1986)
- City Killer (1984)
- T.J. Hooker: Blood Sport (1986)
- Rock 'n' Roll Mom (1988)
- Jury Duty: The Comedy (1990)
- Rich Men, Single Women (1990)
- Going Places (1990-1991)
- Her Wicked Ways (1991)
- Dynasty: The Reunion (1991)
- Illusions (1992)
- Highway Heartbreaker (1992)
- Melrose Place (1993-1999)
- Body Language (1992)
- Fade to Black (1993)
- Texas Justice (1995)
- Shattered Mind (1996)
- Spin City[1] (1999-2002)
- Once Around the Park (2003)
- LAX (2004-2005)
- Rules of Engagement (2007)
- Hannah Montana (2007-2008)
- Melrose Place (2009-2010)
- Scrubs (2010)
- Franklin & Bash (2011-2013)
- Hot in Cleveland (2012-2013)
- Franklin & Bash (2016)
- The Game of Love (2016-2017)
- Too Close to Home (2017)
- Fresh Off the Boat